# Роуз, Джессика Ли
Дже́ссика Ли Ро́уз (англ. Jessica Lee Rose; род. 26 апреля 1987, Солсбери, Мэриленд) — американская актриса кино, телевидения и интернета.

## Биография

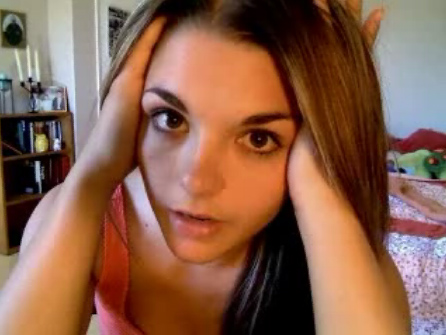
Дебютная роль в веб-сериале «lonelygirl15» принесла актрисе огромный успех

Джессика Ли Роуз родилась 26 апреля 1987 года в Солсбери, штат Мэриленд, США. В 1995 году переехала с родителями в город Маунт-Маунгануи (англ. Mount Maunganui) (Новая Зеландия). В 2000—2003 годах обучалась в местном колледже (англ. Mount Maunganui College). В 2004 году переехала в Окленд, где поступила в Академию гримёров кино и телевидения (Academy of Film and Television Make Up) — Роуз гримировала некоторых актёров второго плана фильма «Кинг-Конг».
После развода родителей в 2005 году Роуз вернулась в США, в родной город, оставшись с отцом. Она поступила в Нью-Йоркскую академию кино (англ. New York Film Academy) на факультет Universal Studios, для чего переехала в город Юниверсал-Сити (Universal City) в Калифорнии.

## Карьера

### Известность на YouTube
Окончив академию в 2006 году, Роуз поселилась в Лос-Анджелесе. В поисках работы Роуз однажды обнаружила в Интернете объявление о наборе актёров для съёмок в новом сериале. Девушка прошла пробы на главную роль, хотя у неё и вызвал опасение формат сериала: он планировался к трансляции исключительно в Интернете в форме блога, настоящее его название было засекречено, а всех актёров заставляли давать подписку о неразглашении. Однако опасения Роуз, что это порнография, не подтвердились — это оказался псевдодокументальный веб-сериал lonelygirl15, который в итоге и принёс ей популярность. Роуз снималась в lonelygirl15 около года, появившись в главной роли в 150 эпизодах.
В видеоблогах lonelygirl15, которые впервые появились в середине 2006 года, Роуз была представлена как 16-летняя девушка по имени Бри, публикующая посты под псевдонимом lonelygirl15. Видео, которые казались подлинными и представляли lonelygirl15 как реального человека, первоначально касались типичных проблем подростковой тоски, но вскоре после этого ввели странное повествование, связанное с тайными эзотерическими практиками в ее семье. Сериал сразу же сделался хитом и стал самым популярным каналом на YouTube,но возникли подозрения относительно того, были ли эти видео подлинными или каким-то рекламным трюком.
Расследование газеты Los Angeles Times могло доказать, что видео lonelygirl15 — это художественное произведение. В сентябре 2006 года в средствах массовой информации разразилась настоящая буря, во время которой Джессика Роуз и создатели lonelygirl15 привлекли международное внимание и дали интервью различным журналам и телевизионным шоу. В октябре 2006 года Организация Объединённых Наций выбрала Роуз в лице ее героини Бри для участия в рекламной кампании по продвижению борьбы с бедностью.
Один из эпизодов шестого сезона телесериала «Закон и порядок: Преступное намерение», был вдохновлен видеороликами lonelygirl15. 16 июня 2016 года, в десятую годовщину дебюта сериала, ролик с Lonelygirl15 снова появился в интернете. В видео Бри убеждает неназванного 15-летнего подростка в том, что он был избран, как и Бри.

### Актёрская карьера
В августе 2007 года, после ухода из lonelygirl15, Роуз снялась в телесериале «Университет» в роли Джен Кей, подружки Расти Картрайта. В шоу её персонаж упоминает о прорывной роли актрисы, заявив: «Как будто я живу с lonelygirl15!». В том же 2007 году она снялась в фильме Криса Сивертсона «Я знаю, кто убил меня» вместе с Линдси Лохан. Затем она сыграла начинающего борца Тину в получившей множество наград спортивной драме «Превосходный спорт». В январе 2009 года Роуз появилась в музыкальном клипе на песню группы The White Tie Affair «Candle (Sick and Tired)», а в октябре следующего года она появилась в телевизионном фильме «Проклятие города призраков» на канале Syfy.
4 апреля 2008 года было объявлено, что она снимется в веб-телесериале под названием Blood Cell о «молодой девушке, которая должна бежать наперегонки с временем, чтобы остановить садиста-сумасшедшего после тревожного ночного телефонного звонка от друга, находящегося в опасности». Сериал был выпущен в октябре 2009 года на сайте theWB.com. Она также снялась в другом веб-сериале под названием Sorority Forever от Big Fantastic. Сериал рассказывает о трёх первокурсницах, входящих в «самое горячее женское общество в кампусе», с некоторыми отсылками на такие телесериалы как «Сплетница» и «Вероника Марс». Кроме того, она появилась в ,10-серийном веб-сериале от HBO Hooking Up с участием других популярных лиц из интернета, включая видеоблогеров sxePhil и KevJumba.

## Избранная фильмография
| Год       |     | Русское название           | Оригинальное название             | Роль                    |
| --------- | --- | -------------------------- | --------------------------------- | ----------------------- |
| 2006      | вс  | —                          | OpAphid                           | Бри                     |
| 2006—2016 | вс  | —                          | lonelygirl15                      | Бри                     |
| 2007      | ф   | Я знаю, кто убил меня      | I Know Who Killed Me              | Марша                   |
| 2007—2011 | с   | Университет                | Greek                             | Джен Кей                |
| 2008      | ф   | Превосходный спорт         | Perfect Sport                     | Тина Бишоп              |
| 2008      | с   | —                          | Casanovas                         | Джесс                   |
| 2008      | вс  | —                          | Hooking Up                        | Мег Хенли               |
| 2008      | вс  | —                          | Sorority Forever                  | Джули Голд              |
| 2009      | тф  | Проклятие города призраков | Ghost Town                        | Хлоя                    |
| 2009      | вс  | —                          | Blood Cell                        | Джулия                  |
| 2009      | с   | —                          | The Crew                          | Мэп                     |
| 2009—2011 | вс  | Бедный Пол                 | Poor Paul                         | Беатрис                 |
| 2010      | вс  | —                          | The Webventures of Justin & Alden | Вампира                 |
| 2010      | с   | Чёрный ящик-ТВ             | BlackBoxTV                        | Джулия Андерсон         |
| 2010      | вс  | —                          | The Temp Life                     | Тэмми Редер             |
| 2011      | кор | —                          | ElfQuest: A Fan Imagining         | Арори                   |
| 2012      | с   | —                          | Chronicles of a Man Child         | Дана                    |
| 2012      | ф   | Взгляни на меня            | Look at Me                        | Элизабет                |
| 2013      | ф   | Американская ложь          | Casting Couch                     | Алекс                   |
| 2013      | с   | —                          | Game Over                         | пассажирка              |
| 2014      | вс  | —                          | Boozy Mom                         | Анжелик                 |
| 2017      | с   | Не та девушка              | The Wrong Girl                    | Андреа                  |
| 2019      | вс  | —                          | Lucy and DiC                      | Фитбот / миссис Перфект |

## Награды и номинации
- 2006, декабрь — VH1 — «Большой веб-хит 2006»[4].
- 2007, январь — журнал Forbes — «Веб-знаменитость № 1»[26].
- 2007, март — VH1 — Четвёртое место в списке «40 крупнейших интернет-знаменитостей».
- 2007, май — журнал Jane (Jane) — включена в список «30 вдохновляющих женщин моложе 30»
- 2007 — Webby Awards — «Лучшая актриса» за сериал «lonelygirl15» — победа[27].
- 2008, март — журнал Maxim — «девушка месяца»[28].
- 2009 — англ. Streamy Awards — «Лучшая актриса драматического веб-сериала» за сериал англ. Sorority Forever — номинация.